# نیکولا کیرش
نیکولا کیرش (فرانسوی: Nicolas Kirsch‎; ۲۸ اوت ۱۹۰۱ – ۲۹ سپتامبر ۱۹۸۳) بازیکن فوتبال اهل لوکزامبورگ بود.
وی همچنین در تیم ملی فوتبال لوکزامبورگ بازی کرده‌است.